# Skyfox (videojuego de 1984)
Skyfox es un juego de simulación aérea desarrollado por Ray Tobey para Apple II y distribuido por Electronic Arts en 1984. Ariolasoft distribuyó el juego en Europa. Fue lanzado para ZX Spectrum, Amstrad CPC, Commodore 64 y Macintosh en 1985, para Amiga y Atari ST en 1986, y para PC-88 en 1988.
La secuela de 1987, Skyfox II: The Cygnus Conflict, fue desarrollada para Commodore 64 por Dynamix sin la participación de Tobey.

## Descripción
El jugador piloteará al Skyfox, el avión de combate más avanzado del gobierno ficticio conocido como la Federación. El avión posee armamentos que consisten en misiles dirigidos por radar y por calor, cañones láser, escudos deflectores, y una velocidad máxima de Mach 4. La jugabilidad consiste en encontrar y destruir tanques, aviones y naves nodrizas de los enemigos. El juego tiene 15 escenarios que pueden ser jugados en cinco niveles de habilidad. Disponiendo de una vista desde la cabina del jet, el juego es reconocido por popularizarla. La cabina cuenta con un radar que mostrará los misiles entrantes y otras amenazas. Volando por encima de las nubes, el jugador luchará contra hordas de aviones enemigos. Volando debajo de ellas, el jugador será atacado por tanques enemigos. Aclamado tras su lanzamiento, la mayoría de las críticas del juego citaron la jugabilidad repetitiva como el único inconveniente.
Tobey creía que un jugador podría aburrirse de volar en un avión de combate avanzado y querría jugar un juego. Por consiguiente, incorporó un juego de Space Invaders dentro de Skyfox como un huevo de Pascua oculto que se activa presionando Ctrl-G mientras se vuela.
La versión de Apple II puede utilizar un Mockingboard, en caso de que esté disponible, para un audio mejorado.

## Recepción
Skyfox fue el juego de Commodore 64 más vendido de Electronic Arts para finales de 1987. Sus ventas sobrepasaron las 250.000 copias para noviembre de 1989.
Info calificó a Skyfox para Commodore 64 tres estrellas de cinco, elogiando los gráficos, pero afirmando que «el jugador encontrará un producto mucho menos envolvente debajo del brillo superficial... Un buen recorrido por un par de horas». Compute! llamó a la versión de Amiga un juego que requería «tanto premeditación como reflejos rápidos... uno de los mejores disponibles para Amiga». Concluyó que «los diseñadores y programadores se superaron a sí mismos en explotar las características poderosas de Amiga... una simulación que compite con los mejores juegos de computadora disponibles en cualquier medio». En una encuesta de 1994 de juegos de guerra, Computer Gaming World le dio al título una estrella de cinco.

## Remisiones
1. ↑  Hague, James. «The Giant List of Classic Game Programmers».
2. ↑  Game review, Your Sinclair magazine, Dennis Publishing, issue 4, April 1986, page 58
3. ↑  Ferrell, Keith (December 1987). «The Commodore Games That Live On And On». Compute's Gazette. pp. 18-22. Consultado el 24 de enero de 2015.
4. ↑  Staff (November 1989). «Chart-Busters; SPA Platinum». Game Players (5): 112.
5. ↑  Dunnington, Benn; Brown, Mark R. (December 1985 – January 1986). «C-64/128 Gallery». Info: 4-5, 88-93. Consultado el 19 de marzo de 2019.
6. ↑  Mansfield, Richard (June 1986). «Skyfox For Commodore And Apple». Compute!. p. 62. Consultado el 8 de noviembre de 2013.
7. ↑  Brooks, M. Evan (January 1994). «War In Our Time / A Survey Of Wargames From 1950-2000». Computer Gaming World: 194-212.